# Eenbandige grasslak
De eenbandige grasslak (Candidula unifasciata) is een slakkensoort uit de familie van de Geomitridae. De wetenschappelijke naam van de soort werd, als Helix unifasciata, voor het eerst geldig gepubliceerd in 1801 door Jean Louis Marie Poiret.

## Verspreiding
Het verspreidingsgebied van deze soort is zeer verspreid en strekt zich uit van Frankrijk, België, Nederland, Duitsland, Denemarken, Zwitserland, Polen, Tsjechië, Oostenrijk tot aan Hongarije (hier waarschijnlijk geïntroduceerd). Er zijn geïsoleerde voorvallen op het eiland Gotland, Slowakije, Italië en Kroatië.
De soort leeft op droge, warme, open of rotsachtige, meestal aan het zuiden blootgestelde locaties, van de vlaktes tot de bergen. Aan de kust is hij ook te vinden op duinen, landinwaarts ook op droge stenen muren, in tuinen en wijngaarden. In de Zwitserse Alpen stijgt het tot 2400 meter boven de zeespiegel. Volgens Markus Pfenninger et al (2007) breidde de eenbandige grasslak uit Zuid-Frankrijk zich waarschijnlijk uit tot zijn huidige verspreidingsgebied in de Romeinse tijd.